# Gärdessjön (Håcksviks socken, Västergötland)
Gärdessjön är en sjö i Svenljunga kommun i Västergötland och ingår i Ätrans huvudavrinningsområde.